# San Martín (El Zorrillo)
San Martín är en ort i Mexiko.   Den ligger i kommunen Aguascalientes och delstaten Aguascalientes, i den centrala delen av landet, 400 km nordväst om huvudstaden Mexico City. San Martín ligger 1 915 meter över havet och antalet invånare är 115.
Terrängen runt San Martín är platt österut, men västerut är den kuperad. Terrängen runt San Martín sluttar österut. Runt San Martín är det tätbefolkat, med 459 invånare per kvadratkilometer. Närmaste större samhälle är Aguascalientes, 11,1 km öster om San Martín. Trakten runt San Martín består till största delen av jordbruksmark.